# Skeleton-Europacup 2001/02
Der Skeleton-Europacup 2001/02 war eine von der Fédération Internationale de Bobsleigh et de Tobogganing (FIBT) veranstaltete Rennserie, die zum zweiten Mal ausgetragen wurde und zum Unterbau des Weltcups gehört. Der Wettbewerb bestand aus drei Saisonrennen in Winterberg, Igls und Altenberg.

## Männer

### Veranstaltungen
| Datum             | Ort        | Sieger     | Zweiter                     | Dritter     |
| ----------------- | ---------- | ---------- | --------------------------- | ----------- |
| 25. November 2001 | Winterberg | Andy Böhme | Trevor Christie             | Markus Penz |
| 2. Dezember 2001  | Igls       | Andy Böhme | Trevor Christie Markus Penz | –           |
| 15. Dezember 2001 | Altenberg  | Andy Böhme | Tomass Dukurs               | Markus Penz |

### Einzelwertung
| Platz | Sportler                | Land               | Punkte |
| ----- | ----------------------- | ------------------ | ------ |
| 1     | Andy Böhme              | Deutschland        | 150    |
| 2     | Markus Penz             | Österreich         | 127    |
| 3     | Trevor Christie         | Vereinigte Staaten | 125    |
| 4     | Uwe Müller              | Österreich         | 105    |
| 5     | Jean-Claude Ray         | Schweiz            | 97     |
| 6     | Wolfram Lösch           | Deutschland        | 86     |
| 7     | Konstantin Aladaschwili | Russland           | 72     |
| 8     | Reinhold Pescosta       | Italien            | 68     |
| 9     | Hubert Lageder          | Italien            | 61     |
| 10    | Stevie Brügger          | Schweiz            | 60     |

### Nationenwertung
| Platz | Land                   | Punkte |
| ----- | ---------------------- | ------ |
| 1     | Österreich             | 283    |
| 2     | Deutschland            | 281    |
| 3     | Schweiz                | 251    |
| 4     | Italien                | 249    |
| 5     | Vereinigte Staaten     | 229    |
| 6     | Tschechien             | 211    |
| 7     | Vereinigtes Königreich | 200    |
| 8     | Russland               | 118    |
| 9     | Frankreich             | 116    |
| 10    | Niederlande            | 113    |

## Frauen

### Veranstaltungen
| Datum             | Ort        | Siegerin       | Zweite           | Dritte           |
| ----------------- | ---------- | -------------- | ---------------- | ---------------- |
| 25. November 2001 | Winterberg | Désiree Bjerke | Sylvia Liebscher | Caroline Burdet  |
| 2. Dezember 2001  | Igls       | Annett Köhler  | Ursi Walliser    | Sylvia Liebscher |
| 15. Dezember 2001 | Altenberg  | Annett Köhler  | Caroline Burdet  | Melanie Riedl    |

### Einzelwertung
| Platz | Sportlerin       | Land          | Punkte |
| ----- | ---------------- | ------------- | ------ |
| 1     | Annett Köhler    | Deutschland   | 76     |
| 2     | Sylvia Liebscher | Deutschland   | 69     |
| 3     | Caroline Burdet  | Liechtenstein | 67     |
| 4     | Desirée Bjerke   | Norwegen      | 64     |
| 5     | Melanie Riedl    | Deutschland   | 52     |
| 6     | Lydia Mayr       | Österreich    | 44     |
| 7     | Karin Auer       | Österreich    | 40     |
| 8     | Alexandra Kolb   | Österreich    | 35     |
| 9     | Michaela Pitsch  | Schweiz       | 31     |
| 10    | Kati Klinzing    | Deutschland   | 30     |

### Nationenwertung
| Platz | Land                   | Punkte |
| ----- | ---------------------- | ------ |
| 1     | Deutschland            | 172    |
| 2     | Österreich             | 142    |
| 3     | Vereinigtes Königreich | 91     |
| 4     | Schweiz                | 88     |
| 5     | Liechtenstein          | 83     |
| 6     | Norwegen               | 81     |
| 7     | Vereinigte Staaten     | 76     |
| 8     | Russland               | 53     |
| 9     | Australien             | 52     |
| 10    | Griechenland           | 51     |